# Amphoe Khaen Dong
Amphoe Khaen Dong (Thai: อำเภอ แคนดง) ist ein Landkreis (Amphoe – Verwaltungs-Distrikt) im Norden der Provinz Buri Ram. Die Provinz Buri Ram liegt in der Nordostregion von Thailand, dem so genannten Isan. 

## Geographie
Benachbarte Distrikte (von Südosten im Uhrzeigersinn): die Amphoe Satuek, Ban Dan und Khu Mueang der Provinz Buri Ram sowie Amphoe Chumphon Buri in der Provinz Surin.

## Geschichte
Khaen Dong wurde am 1. Juli 1997 zunächst als Unterbezirk (King Amphoe) eingerichtet, indem er vom Amphoe Satuek abgetrennt wurde.
Am 15. Mai 2007 hatte die thailändische Regierung beschlossen, alle 81 King Amphoe in den einfachen Amphoe-Status zu erheben, um die Verwaltung zu vereinheitlichen.
Mit der Veröffentlichung in der Royal Gazette „Issue 124 chapter 46“ vom 24. August 2007 trat dieser Beschluss offiziell in Kraft.

## Verwaltung

### Provinzverwaltung
Der Landkreis Khaen Dong ist in vier Tambon („Unterbezirke“ oder „Gemeinden“) eingeteilt, die sich weiter in 54 Muban („Dörfer“) unterteilen.
| Nr. | Name        | Thai   | Muban | Einw.  |
| --- | ----------- | ------ | ----- | ------ |
| 1.  | Khaen Dong  | แคนดง  | 18    | 12.741 |
| 2.  | Dong Phlong | ดงพลอง | 13    | 06.771 |
| 3.  | Sa Bua      | สระบัว  | 12    | 06.004 |
| 4.  | Hua Fai     | หัวฝาย  | 11    | 07.388 |

### Lokalverwaltung
Es gibt eine Kommune mit „Kleinstadt“-Status (Thesaban Tambon) im Landkreis:
- Khaen Dong (Thai: เทศบาลตำบลแคนดง)

Außerdem gibt es vier „Tambon-Verwaltungsorganisationen“ (องค์การบริหารส่วนตำบล – Tambon Administrative Organizations, TAO):
- Khaen Dong (Thai: องค์การบริหารส่วนตำบลแคนดง)
- Dong Phlong (Thai: องค์การบริหารส่วนตำบลดงพลอง)
- Sa Bua (Thai: องค์การบริหารส่วนตำบลสระบัว)
- Hua Fai (Thai: องค์การบริหารส่วนตำบลหัวฝาย)